# Saint-Sauveur-sur-École
Saint-Sauveur-sur-École – miejscowość i gmina we Francji, w regionie Île-de-France, w departamencie Sekwana i Marna.
Według danych na rok 1990 gminę zamieszkiwało 968 osób, a gęstość zaludnienia wynosiła 132 osób/km² (wśród 1287 gmin regionu Île-de-France Saint-Sauveur-sur-École plasuje się na 635. miejscu pod względem liczby ludności, natomiast pod względem powierzchni na miejscu 529.).